# Padarincang (plaats)
Padarincang is een bestuurslaag in het regentschap Serang van de provincie Banten, Indonesië. Padarincang telt 4752 inwoners (volkstelling 2010).